# پی‌یرو اومیلیانی
پی‌یرو اومیلیانی (ایتالیایی: Piero Umiliani؛ ‏ ۱۷ ژوئیهٔ ۱۹۲۶ – ۲۳ فوریهٔ ۲۰۰۱) موسیقی‌دان و آهنگساز اهل ایتالیا بود.
از فیلم‌هایی که وی در آن‌ها نقش داشته‌است، می‌توان به چشم طمع به همسایه طبقه پنجم نداشته باشید، بگذار خودمان را مسلح کنیم و شما به جبهه بروید!، مستأجر طبقه بالا، شوهر در تعطیلات، خدمتکار، گردشگران را اغوا می‌کند، کشتار، دیو و دلبر، خدمتکار منزل، برده نازنینم، ارواح شهوت‌زده، شبحی در تختخوابم هست، مرگ دوبار در می‌زند، هنگامه کرکس‌ها، نمایش رقص و موسیقی شبانه، اِوایِ سیاه، فرشته مقرب، مرد خانواده، دختری با جلد ماه، بابا یاگا، امیکرون، پشت درهای بسته، از بلوندها متنفرم، دخترک سرباز در مانورهای بزرگ نظامی، دخترک سرباز در دیدار نظامی، شب‌های داغ دون ژوان، خانم دکتر بیمارستان ارتش، پنج زن زیبا برای جشن نیمه پاییز، چیچو و فرانکو در سال اختلاف نظر، شاه‌میگو برای صبحانه، انتقام خانم مورگان و آدم‌های ناشناس اشاره نمود.